# Colección esculturas originales de Salvador Dalí (Colección Clot)
La Colección de esculturas originales de Salvador Dalí o Colección de esculturas surrealistas de Salvador Dalí, o también conocida por algunos como Colección Clot, se compone de 54 esculturas realizadas en los años 70 enteramente por la mano Salvador Dalí sin la intervención de terceros, para Isidro Clot (Isidro Clot Fuentes) y Juan Quirós (Juan González-Quirós y Corujo).
Salvador Dalí creó los modelos originales de las esculturas con una cera blanca de modelar. Estas esculturas fueron realizadas por la propia mano de Dalí, lo que las convierte en únicas.

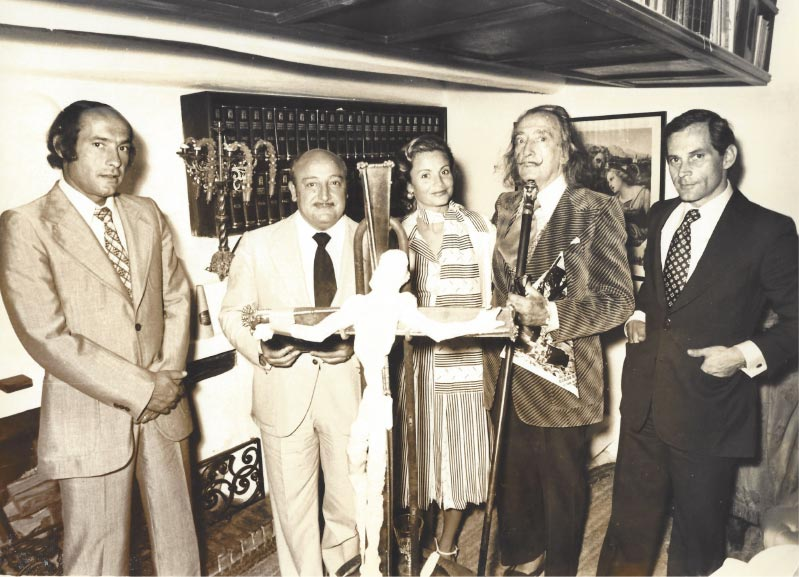
Enrique Sabater, Salvador Dalí, Isidro Clot y Juan Quirós en Port Lligat, 1975. Dalí está presentando uno de los modelos originales por él realizados a Clot y a Quirós. Foto de Enrique Sabater

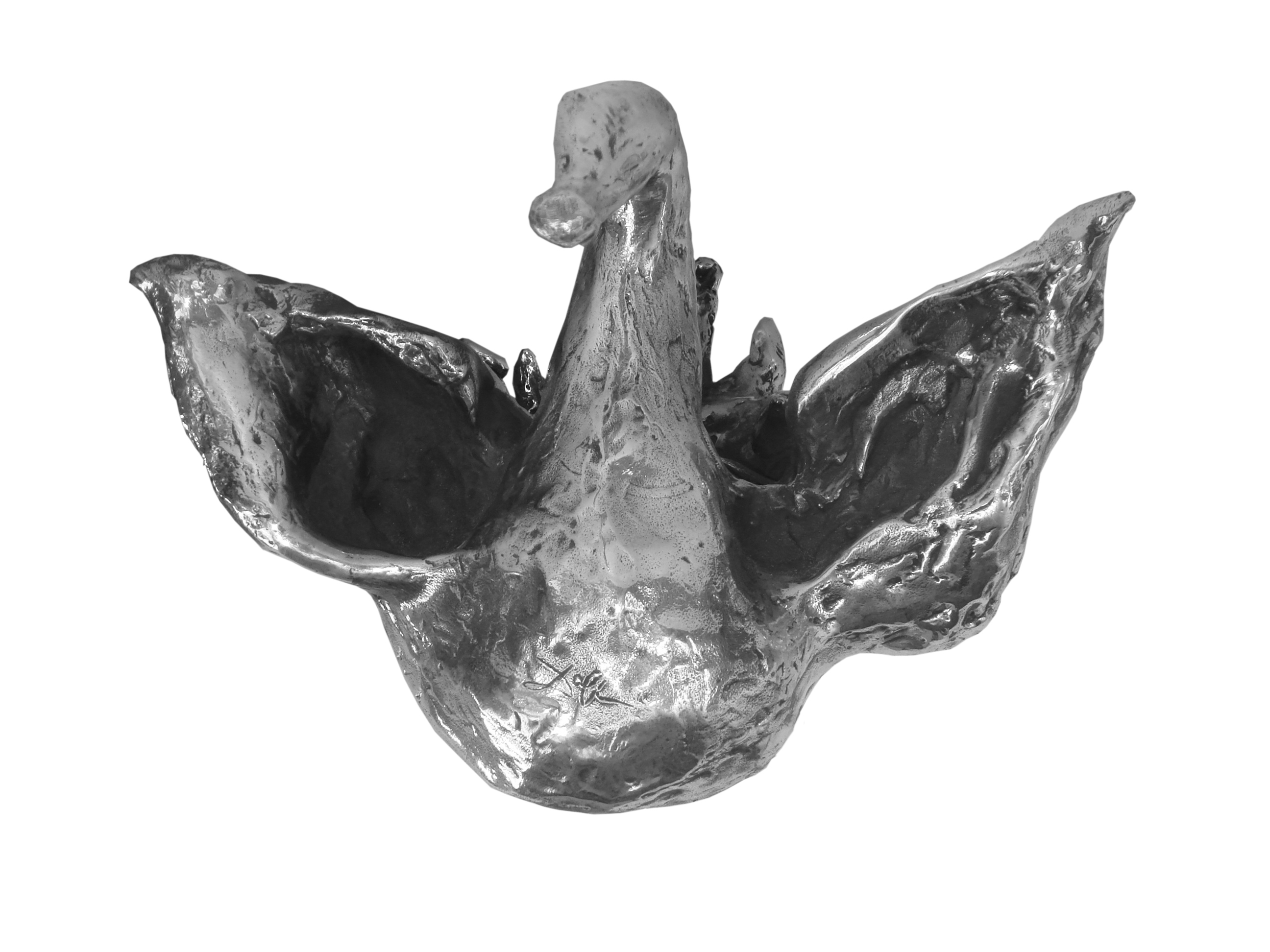
Salvador Dalí, Dragón-Cisne-Elefante

Las esculturas fueron realizadas en la época en la que Enrique Sabater era secretario personal y colaborador de Salvador Dalí.
En 1980, Salvador Dalí firma un documento ante el notario de Nueva York, Jeremy Berman en el que enumera las esculturas originales por él realizadas y declara haber recibido el precio que le correspondía contractualmente

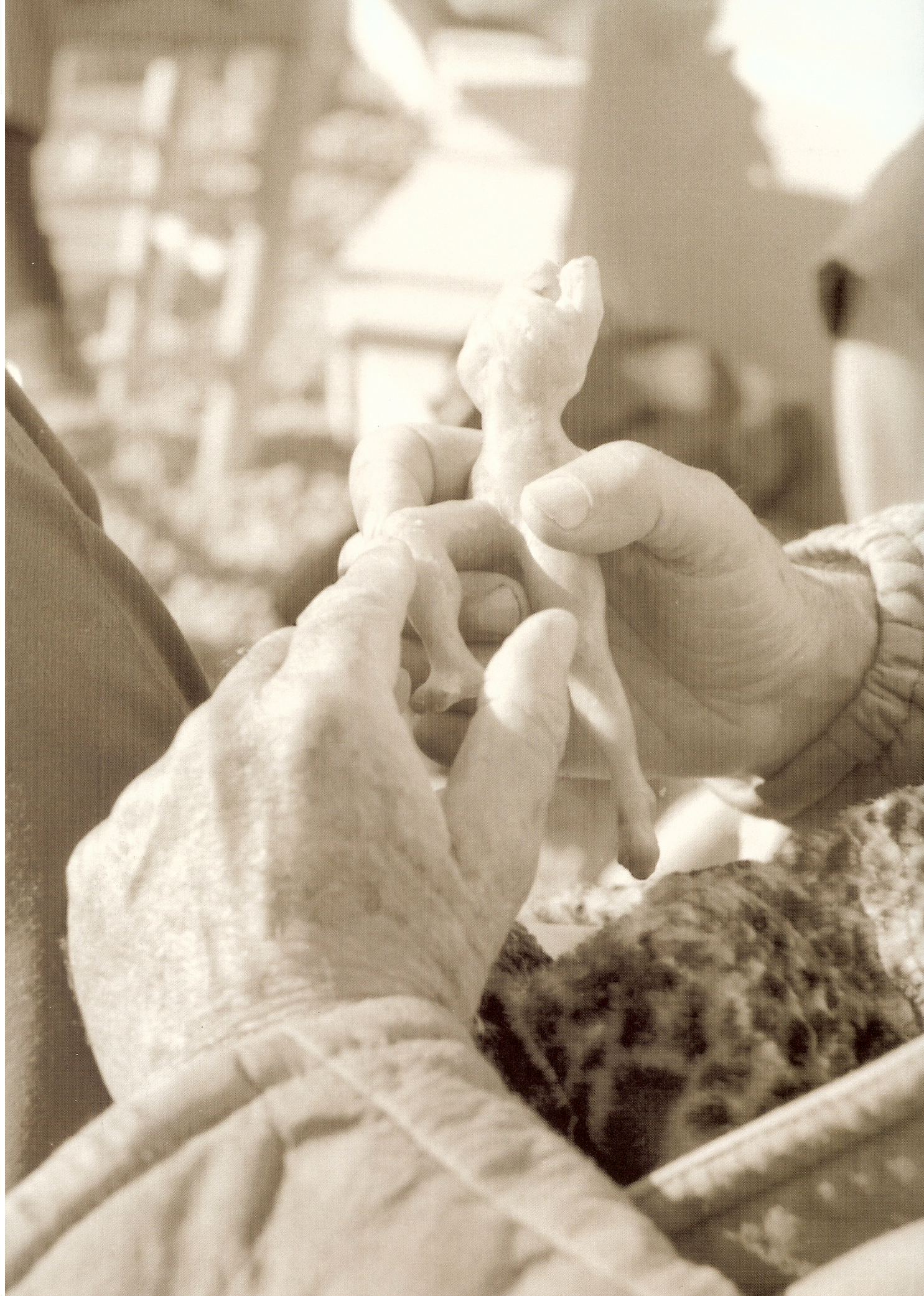
Las manos de Dalí, modelando la cera original de Mujer desnuda subiendo la escalera – Homenaje a Marcel Duchamp

## Composición de la colección
1. Cristo de San Juan de la Cruz
2. Madonna de Port Lligat
3. San Narciso de las Moscas
4. Mujer desnuda subiendo la escalera - Homenaje a Marcel Duchamp (representa el nacimiento de Venus)
5. Hombre sobre delfín - Poseidón
6. Elefante cósmico
7. Ícaro
8. Ama de las llave
9. Dulcinea
10. Alma del Quijote
11. San Carlos Borromeo
12. Trajano a caballo
13. San Sebastián
14. Cabeza de caballo riendo
15. La Crótalos
16. Santa Teresa
17. Tritón Alado
18. La grandeza del Islam - Dragón Islámico
19. Dios solar emergiendo en Okinawa
20. Broche de Okinawa – Alegoría marina
21. Mercurio
22. San Juan Bautista
23. Gala asomada a la ventana - Gala a la ventana
24. Don Quijote sentado
25. Virgen de Port Lligat
26. Perseo – Homenaje a Benvenuto Cellini
27. Caballo con jinete tropezando
28. Cisne-Elefante
29. Esclavo de los neumáticos – Esclavo Michelín
30. Las dos Nikés - La doble victoria de Samotracia – Homenaje a Raymond Roussel
31. San Jorge
32. Ángel de la victoria - Tritón II
33. Divinidad Monstruosa - Torso Pie -     Metamorfosis
34. Gala Gradiva
35. Trajano joven
36. Apolón Musajeta
37. Fauno arrojando piedras preciosas
38. Corazón y Anzuelos
39. Tripas y Cabeza
40. Pietà - Mujer y hombre muerto
41. Brazo en movimiento
42. Mujer tendida en toalla
43. Dragón-Cisne-Elefante
44. Pietà - Hombre muerto sobre mujer
45. Mujer tendida con dos figuras - Mujer tendida con dos faunos
46. Mujer entre velos
47. Terpsícore - Musa de la danza - Mujer con faldas
48. Fauno – Hombre-Cabeza-Cuernos
49. Géminis
50. Reloj Blando
51. Alegoría al mar
52. Cabeza de Guerrero - Guerrero Renacentista
53. Cara laminas
54. Eros - Ángel de la trompeta

## Principales exposiciones
- Del 20 de julio de 1975 al 18 de enero de 1976 (Pabellón de España, Exposición Internacional de Okinawa,     Worlds Fair “Aquopolis” Marine Exhibitión, Okinawa, Japón
- Exposición permanente, Teatro Museo Dalí, Figueras, Gerona
- Del 13 de octubre al 15 de noviembre de 1998  (Centro de Arte Moderno “Ciudad de Oviedo”, Fundación de Cultura, Ayuntamiento de Oviedo,     Oviedo) - La mirada de un genio,     Salvador Dalí 1904-1989.
- Exposición permanente, Oviedo, Principado de Asturias.

- Del 15 de diciembre de 2000 al 30 de enero de 2001 (Vitoria, Sala Amárica -Diputación Foral de Álava-) - Memòria dels somnis, Salvador Dalí     1904-1989.
- Exposición permanente, zaguán Ayuntamiento de Alicante, Alicante.
- Del 25 de septiembre al 31 de octubre de 2001 (Alicante, Lonja del Pescado - Generalidad Valenciana,     CAM, Consorcio de museos de la Generalidad Valenciana, Ayuntamiento de Alicante) - Memoria de los sueños,     Salvador Dalí, 1904-1989.
- Del 27 de febrero al 7 de abril de 2002 (Valencia, MUVIN -Generalidad Valenciana, CAM, Consorcio de museos de la Generalidad Valenciana,      Diputación de Valencia-) - Memoria de los sueños, Salvador Dalí, 1904-1989.
- Del 13 de agosto al 13 de octubre de 2002 (Centro de Exposiciones de Benalmádena, Benalmádena, Málaga) -     Imágenes: Salvador Dalí 1904-1982.
- Del 25 de marzo al 30 de septiembre de 2004 (Principado de Andorra, Museo del Tabac -Ministerio de Turismo y Cultura, Gobierno de Andorra-)  - FUM…DAMENTALMENT GENIAL, Exposición homenaje a Salvador Dalí 1904-1989.
- Exposición permanente, Casino de Asturias, Gijón Principado de Asturias
- Exposición permanente, DALI´S ART,     Parkview Green, Pekín, China
- Exposición permanente, Hotel Éclat,     Taipéi, China
- Exposición permanente, Hotel Éclat Beijing - Museum Hotel,  Pekín,  China
- Del 9 al 17 de mayo de 2009,     Madrid Open, Caja Mágica, Madrid
- Del 16 al 25 de marzo de 2012, The European Fine Art Fair (TEFAF), Maastricht, Holanda
- Del 28 de junio al 4 de julio de 2012, Masterpiece London 2012, Londres
- Del 4 al 7 de octubre de 2012,     Fine Art Asia 2012, Hong Kong
- Del 15 al 24 de marzo de 2013, The European Fine Art Fair (TEFAF), Maastricht, Holanda
- Del 27 de junio al 3 de julio de 2013, Masterpiece London 2013, Londres
- Exposición Permanente National Museum of China (NMC), Pekín,     China[1]
- Exposición Permanente National Art Museum of China (NAMOC), Pekín, China
- Exposición Permanente Nanjing University of the Arts (NUA), Nanjing, China
- Del 14 al 24 de marzo de 2014, The European Fine Art Fair (TEFAF), Maastricht, Holanda
- Del 26 de junio al 2 de julio de 2014, Masterpiece London 2014, Londres
- Del 13 al 22 de marzo de 2015, The European Fine Art Fair (TEFAF), Maastricht, Holanda
- Del 25 de junio al 1 de julio de 2015, Masterpiece London 2015, Londres